# Maria Theresa a Austriei (1801–1855)
Maria Theresa a Austriei (21 martie 1801 – 12 ianuarie 1855) a fost arhiducesă de Austria și prințesă de Toscana. În 1817 s-a căsătorit cu Carol Albert de Sardinia și mai târziu a devenit regină a Sardiniei. A fost fiica lui Ferdinand al III-lea, Mare Duce de Toscana și a Luisei de Neapole și Sicilia. A fost numită după bunica sa, împărăteasa Maria Tereza a Austriei.

## Naștere și copilărie
Maria Theresia Franziska Josepha Johanna Benedikta a fost membră a ramurii toscane a Casei de Habsburg-Lorena și, prin naștere, arhiducesă de Austria și prințesă de Boemia, Ungaria și Toscana. S-a născut la Viena în timpul exilului părinților ei, după invazia Toscanei de către Napoleon. Tatăl ei a fost Ferdinand al III-lea, Mare Duce de Toscana iar mama Prințesa Luisa de Neapole și Sicilia, care a murit la naștere la un an după nașterea Mariei Theresa.
După restaurarea din 1814, Ferdinand al III-lea a fost numit elector de Salzburg, iar familia s-a mutat la Würzburg.

## Căsătorie și copii

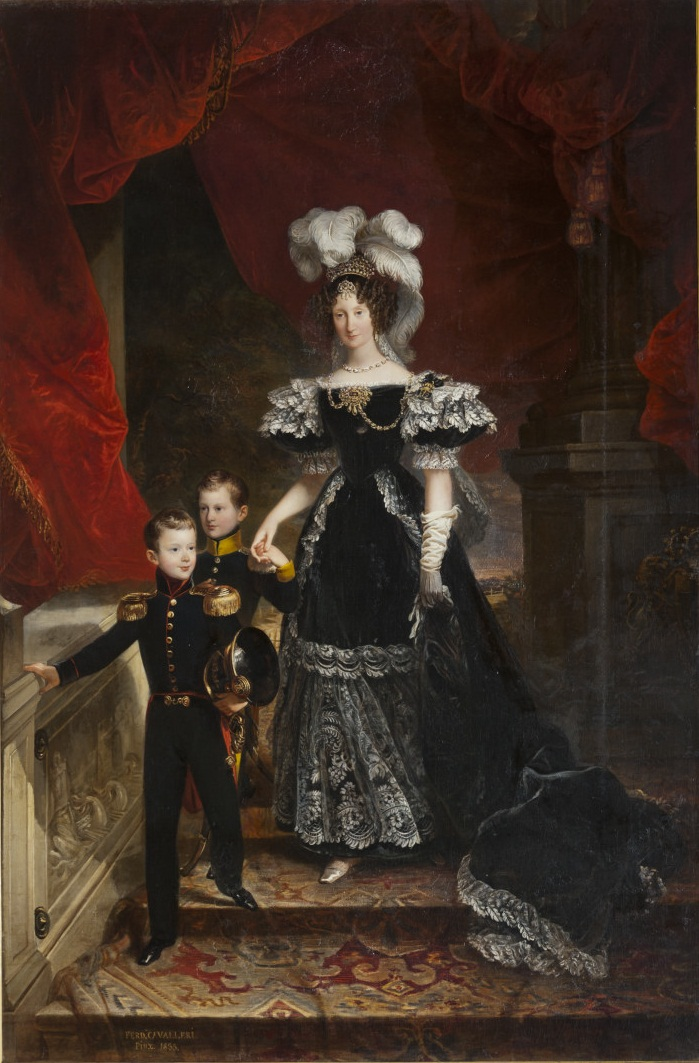
Maria Theresa împreună cu cei doi fii ai ei Victor Emmanuel și Ferdinand; portret de Fernando Cavalleri.

Maria Theresa s-a căsătorit civil la Florența la 30 septembrie 1817 cu Carol Albert de Sardinia (1798-1849) și religios la 2 octombrie. Numele ei în italiană a devenit Maria Teresa Francesca Giuseppa Giovanna Benedicta.
În martie 1820 s-a născut primul lor copil și a fost urmat de încă doi copii dintre care cel mai mic a murit în copilărie.
În 1824 Carol Albert a fost recunoscut ca moștenitor al tronului de Victor Emmanuel I al Sardiniei. El și Maria Theresa au devenit rege și regină în 1831, când succesorul lui Carol Felix al Sardiniei a murit fără să aibă moștenitori.
După decesul soțului ei în 1849 la Oporto, regina mamă Maria Theresa și-a încetat aparițiile publice și în cele din urmă s-a întors în Italia în 1851, unde a murit patru ani mai târziu, la Torino. A fost înmormântată la biserica Superga din Torino.
A avut o mare influență asupra fiului ei cel mare, Victor Emmanuel al II-lea al Italiei.